# Markus häbbar
Markus häbbar är en sjö i Ockelbo kommun i Gästrikland och ingår i Testeboåns huvudavrinningsområde.